# Phragmidium assamense
Phragmidium assamense är en svampart som beskrevs av Syd. & P. Syd. 1912. Phragmidium assamense ingår i släktet Phragmidium och familjen Phragmidiaceae.   Inga underarter finns listade i Catalogue of Life.